# Erich Segal
Erich Segal (Erich Wolf Segal) (sinh 16 tháng 6 năm 1937 tại Brooklyn, New York) là một nhà viết tiểu thuyết, kịch bản phim người Mỹ. Một trong những tác phẩm nổi tiếng của Erich Segal là tác phẩm Love Story(1970).